# BTS Meal

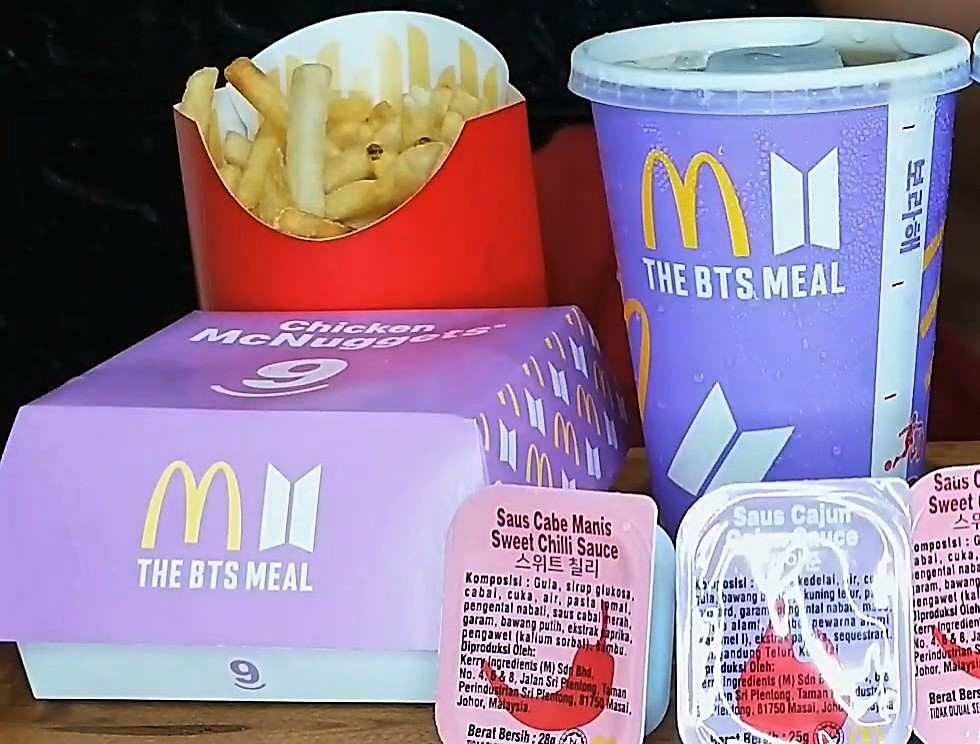
Một BTS Meal được phục vụ ở Indonesia

BTS Meal là một bữa ăn được bán bởi chuỗi cửa hàng thức ăn nhanh quốc tế McDonald's phối hợp với nhóm nhạc nam Hàn Quốc BTS. Bao gồm Chicken McNuggets, khoai tây chiên vừa, một lon Coca-Cola vừa và hai loại nước sốt cay (sốt tương ớt ngọt và Cajun), BTS Meal được giới thiệu vào ngày 26 tháng 5 năm 2021 đến ngày 20 tháng 6 năm 2021 tại một số quốc gia và cuối cùng đã đạt đến tổng số của năm mươi quốc gia.

## Mô tả Sản phẩm
BTS Meal bao gồm 10 hoặc 9 phần Chicken McNuggets, khoai tây chiên kiểu Pháp vừa, một lon Coke vừa với sốt tương ớt ngọt và Cajun lấy cảm hứng từ "công thức phổ biến của McDonald’s Hàn Quốc".

## Lịch sử

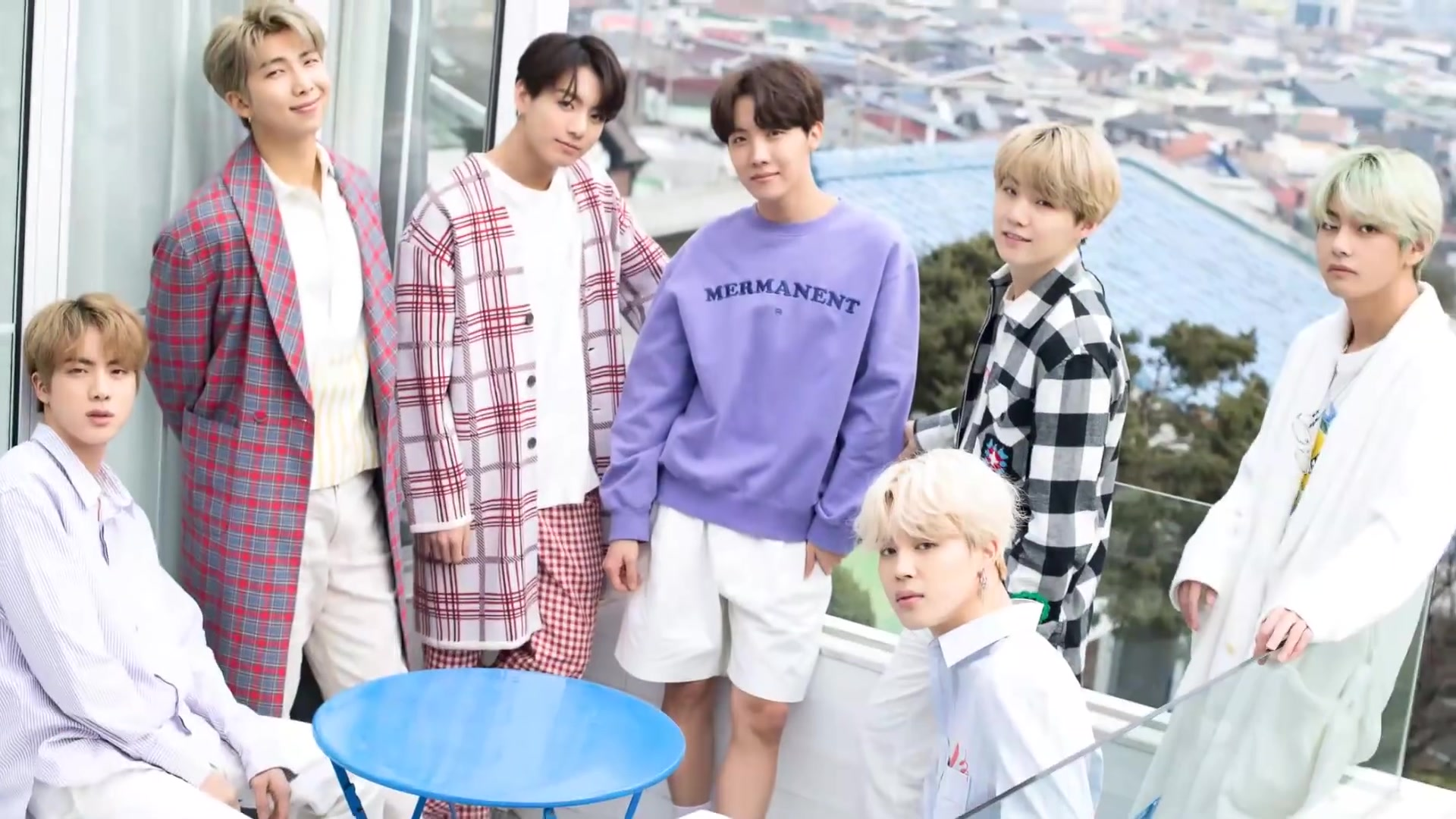
Nhóm nhạc nam Hàn Quốc BTS

BTS Meal được phát hành lần đầu tiên vào ngày 26 tháng 5 năm 2021, ở các quốc gia được chọn, bao gồm Hoa Kỳ, Áo, Bahamas, Brazil, Canada, Colombia, Cộng hòa Dominica, Indonesia, Israel, Malaysia, Paraguay, Philippines và Sint Maarten. Đến cuối tháng 6, bữa ăn đã được phát hành ở 50 quốc gia. Giữa đại dịch COVID-19, các đám đông lớn ở Indonesia được cho là đã buộc đóng cửa tạm thời nhiều cửa hàng, trong khi ở Singapore, bữa ăn chỉ có thể được đặt qua đường giao hàng tận nơi để tránh tình trạng đông đúc tại các cửa hàng do đại dịch. Sau khi phát hành, bao bì lấy cảm hứng từ BTS mà bữa ăn được phục vụ đã được liệt kê để bán lại trên một số nền tảng thương mại điện tử; một người dùng Carousell ở Singapore được báo cáo đã đặt giá chào để bán vài tỷ đô la. Chương trình khuyến mãi đã ngừng vào ngày 20 tháng 6 năm 2021.

## Thu nhận
Viết từ Chicago Tribune, Louisa Chu nhận thấy nước chấm "mịn, nhưng không có gì đáng ngạc nhiên". Rebecca Alter của Vulture ca ngợi sự nhạy bén trong kinh doanh của McDonald's, đồng thời tuyên bố rằng sự hợp tác "khiến tôi lạc quan về tương lai của các buổi quảng bá nhạc sĩ tại các chuỗi". William Mullally ở Esquire Middle East đã mô tả nước chấm Cajun là "thứ tuyệt vời của thức ăn nhanh".
BTS Meal đã đạt hơn một triệu doanh thu chỉ tính riêng tại Hàn Quốc, đến năm 2021, theo chính chuỗi cửa hàng thức ăn nhanh, doanh số bán nhượng quyền thương mại đã tăng lên đáng kể.
Sự phổ biến của BTS Meal đã khiến một số cửa hàng McDonald's ở Indonesia phải đóng cửa vì lo ngại đại dịch COVID-19.